# Мортимер, Эдмунд, 3-й граф Марч
Эдмунд Мортимер (англ. Edmund Mortimer; 1 февраля 1352 — 27 декабря 1381) — 3-й граф Марч, 5-й барон Мортимер из Вигмора и 4-й барон Женевиль с 1360 года, граф Ольстер и лорд Клер (по праву жены) с 1368 года, лорд-маршал Англии с 1369 года, наместник Ирландии с 1379 года, сын Роджера Мортимера, 2-го графа Марч, и Филиппы Монтегю. Брак Эдмунда с наследницей Лайонела Антверпенского, герцога Кларенса, позволил роду Мортимеров получить владения в Ирландии и права на английский престол, которые в будущем после угасания рода унаследовали Йорки.
В союзе с наследником английского престола Эдуардом Чёрным Принцем, дядей своей жены, Эдмунд играл заметную роль в политической жизни Англии. Смерть Чёрного Принца привела к уменьшению влияния Эдмунда, чему способствовал конфликт с Джоном Гонтом, герцогом Ланкастером, младшим братом Чёрного Принца. В итоге Эдмунд был вынужден принять пост наместника Ирландии, где попытался утвердить власть в наследственных владениях жены, но вскоре простудился и умер.

## Биография

### Молодые годы
Эдмунд родился в 1352 году. Он происходил из знатного рода Мортимеров, владевшего богатыми владениями в Валлийской марке. В 1354 году Эдмунда помолвили с Элис Фицалан, дочерью Ричарда Фицалана, 10-го графа Арундела, но этот брак так и не состоялся.
В феврале 1360 года неожиданно умер его отец, после чего малолетний Эдмунд стал наследником родовых владений и титулов. Опеку над ним первоначально принял лично король Англии Эдуард III, который затем назначил личными опекунами Эдмунда Ричарда Фицалана и епископа Уинчестера Уильяма Уикхемского. С этого момента молодой Эдмунд был тесно связан с сыновьями короля, особенно со старшим — Эдуардом Чёрным Принцем. Позже молодого графа решили женить на Филиппе Плантагенет, дочери одного из сыновей короля — Лайонела Антверпенского, герцога Кларенса. Брак был заключён весной 1368 года перед отъездом Лайонела в Италию.
Став совершеннолетним, Эдмунд получил под управление кроме наследства Мортимеров в Монмуте, Брекнокшире, Радноршире, Шропшире, Херефордшире и Монтгомеришире и Валлийской марке ещё и владения жены в Ирландии (графство Ольстер) и Восточной Англии (Клер), унаследованные ею после смерти отца. Будучи по праву жены графом Ольстера, Эдмунд стал заметным представителем английской администрации в Ирландии. Кроме того, потомство Эдмунда и Филиппы приобрело преимущественные права на английский престол из-за угасания старшей ветви Плантагенетов. После прекращения рода Мортимеров эти права унаследовали Йорки.

### Участие в английской политике
В 1369 году Эдмунд был назначен маршалом Англии. Этот пост он сохранял до 1377 года. В том же 1369 году Эдмунд участвовал в экспедиции во Францию. 8 января 1371 года он впервые был вызван в английский парламент как граф Марч и граф Ольстер.
В 1373 году Эдмунд окончательно вступил во владение своим наследством. 8 января того же года он ездил с дипломатической миссией во Францию, а в марте был главным охранителем перемирия с Шотландией. В 1375 году его отправляли в Бретань, чтобы поддержать английского претендента Жана де Монфора, там он захватил замок Сен-Матьё. Поскольку английские экспедиции во Францию плохо финансировались, то граф Марч испытывал недостаток в средствах. В 1375 году он задолжал епископу Лондона и барону Латимеру. Возможно, именно плохое финансирование военных экспедиций привели Мортимера в стан противников придворной партии.
Тесно сотрудничая с принцем Уэльским Эдуардом Чёрным Принцем, а также с бывшим опекуном Уильямом Уикхемским, Эдмунд вошёл в конфронтацию с другим сыном Эдуарда III — Джоном Гонтом. Свою роль сыграла и давняя вражда между Мортимерами и Ланкастерами. Кроме того, в лице Джона Гонта Эдмунд видел возможного конкурента своей жены и сына в правах на английский престол. В результате Эдмунд во время работы так называемого «Хорошего парламента» в 1376 году оказался на стороне лордов, выступавших в оппозиции к Джону Гонту. Старый король Эдуард III практически не участвовал в управлении государством, а в английском парламенте вокруг Чёрного Принца и Джона Гонта сформировалось две фракции. Вместе с епископом Лондона Уильямом де Куртене Эдмунд был лидером комитета двенадцати магнатов, назначенных в начале сессии парламента, 28 апреля, для переговоров с Палатой общин. Спикером Палаты общин был избран Питер де ла Мар, стюарт Эдмунда. После этого под влиянием де ла Мара Палата общин озвучивала идеи графа Марча, который предлагал убрать с высших придворных должностей ряд сановников, а также изгнать Элис Перрерс, любовницу Эдуарда III.
Смерть Чёрного Принца 8 июня 1376 года ослабила позиции Эдмунда. Джон Гонт пытался добиться от парламента введения наследования английского престола по мужской линии, ссылаясь на принятый во Франции порядок правления, чтобы добиться признания своих преимущественных прав на случай смерти Ричарда, наследника Чёрного Принца, исключив из наследования Филиппу, жену Эдмунда. Однако Палата общин отказалась рассматривать этот вопрос. Перед закрытием сессии 6 июля Хороший парламент создал административный совет при короле Эдуарде III из девяти человек, в состав этого совета вошёл и Эдмунд.
Однако после роспуска Хорошего парламента Джон Гонт от имени короля распустил совет. Питер де ла Мар был брошен в темницу. Эдмунду было приказано для исполнения обязанностей маршала Англии отправится в Кале, но он, опасаясь, что во время переправы через моря его могут убить, решил покинуть пост маршала.
Эдуард III умер 21 июня 1377 года. Ему наследовал малолетний сын Чёрного Принца Ричард II. Реальная власть оказалась сосредоточена в руках его дяди, Джона Гонта. Однако он предпочёл примириться с графом Марчем. В октябре 1377 года был созван парламент, спикером которого был снова избран Питер де ла Мар, стюарт Эдмунда. Сам Эдмунд вошёл в состав постоянного правительственного совета.
1 января 1378 года Эдмунд был назначен главой комиссии по устранению нарушений правил перемирия с Шотландией, 20 января — комиссии, назначенной для проверки пограничных крепостей с Шотландией. 14 февраля 1379 года граф Марч вместе с другими лордами отправился со специальным посольством в Шотландию.

### Смерть
22 октября 1379 года граф Марч был назначен лейтенантом Ирландии. Это назначение было удобным поводом для Джона Гонта, чтобы отделаться от Эдмуна. Лейтенант был наместником английских владений в Ирландии, включавших Ольстер, Коннахт и Мит. Власть англичан в Ирландии была слабой. При этом Эдмунд по праву жены считался графом Ольстера, однако этот титул был формальным. В Ирландию он прибыл 15 мая 1380 года. Первым делом Эдмунд постарался утвердить власть в наследственных владениях жены. Ему удалось добиться некоторых успехов в Восточном Ольстере, где его поддержал ряд местных вождей. Однако попытка подчинить владения клана О’Нейлов в Западном Ольстере успехом не увенчалась. Когда же он отправился в Манстер, то при переправе через реку около Корка зимой он простудился и умер 27 декабря 1381 года в доминиканском аббатстве.
Согласно завещанию, составленному Эдмундом 1 мая 1380 года, его останки перевезли в Вигмор, где и захоронили в родовом Вигморском аббатстве слева от главного алтаря. Однако «Ирландская хроника» сообщает, что он был похоронен в церкви Святой Троицы в Корке, причём, вероятно, там были погребены только части тела. Благодаря Эдмунду для Вигморского аббатства было построено новое здание — он выделил земли в Рэдноре, а также дал ренту в 2000 марок в год, позже делал богатые пожертвования аббатству. Благодаря этому летописцы аббатства относятся к Эдмунду с большой теплотой, указывая на его мудрость, популярность и щедрость. В аббатстве также была похоронена и Филиппа, жена Эдмунда, умершая раньше мужа.
Наследник Эдмунда, Роджер Мортимер, в момент смерти отца был мал, поэтому его опекуном был назначен Томас Холланд, 2-й граф Кент.

## Брак и дети
Жена: с ок. мая 1368 года Филиппа Плантагенет (16 августа 1355 — до 7 января 1378), 5-я графиня Ольстер и 13-я леди Клер с 1363 года, дочь Лайонела Антверпенского, герцога Кларенса, и Элизабет де Бург, 4-й графини Ольстера. Дети:
- Элизабет Мортимер (12 февраля 1371 — 20 апреля 1417); 1-й муж: ранее 1 мая 1380 года сэр Генри Перси Горячая Шпора (20 мая 1364 — 21 июля 1403), лорд Перси; 2-й муж: Томас де Камойс (ок. 1360 — 28 марта 1421), 1-й барон Камойс с 1383 года;
- Роджер Мортимер (11 апреля 1374 — 20 июля 1398), 4-й граф Марч, 7-й граф Ольстер, 6-й барон Мортимер из Вигмора, 5-й барон Женевиль, 14-й лорд Клер с 1381 года, наместник Ирландии в 1382—1383, 1392—1398 годах;
- Филиппа Мортимер (21 ноября 1375 — 24 сентября 1401); 1-й муж: с ок. 1385 года Джон Гастингс (11 ноября 1372 — 30 декабря 1389), 3-й граф Пембрук и 5-й барон Гастингс с 1375 года; 2-й муж: с 1390 года Ричард Фицалан (1346 — 21 сентября 1397), 11-й граф Арундел и 10-й граф Суррей с 1376 года; 3-й муж: с 1399 года Томас де Пойнингс (ум. 7 марта 1429), 5-й лорд Сент-Джон из Бесинга;
- сэр Эдмунд Мортимер (9 ноября 1376 — февраль 1409).

## Комментарии
1. ↑  Лайонел Антверп был вторым из выживших сыновей Эдуарда III, а Джон Гонт — третьим. Поэтому потомки Лайонела имели преимущество перед Джоном Гонтом и его наследниками. На этом основании в будущем Йорки, потомки Филиппы и Эдмунда по женской линии, обосновывали свои претензии на английский престол[4].